# 広重美穂
広重 美穂（ひろしげ みほ、1989年9月21日 - ）は、日本の元女優、ファッションモデル。本名、廣重 美穂（読み同じ）。東京都出身。タンバリンアーティスツに所属していた。

## 来歴・人物
2000年、ローティーン向けファッション雑誌『ピチレモン』（学研）の第3回読者モデルオーディションで準グランプリを獲得、専属モデル（ピチモ）になる。2000年10月号で初登場。2002年には、樋井明日香、小山ひかる（ともにHINOIチーム）とともに「LOVE&PEACE」を結成し、シングル「DRIFTER」（ポニーキャニオン）でCDデビューしている。2007年3月号で同雑誌の専属モデルから卒業した。
明治大学付属中野八王子中学校・高等学校に6年間在籍。同校の後輩には、同じくピチレモンのモデル（ピチモ）だった川原真琴、大後寿々花・宇佐美エリナ・三宅ひとみ・諸星和佳奈がいる。
明治大学入学後は、法学部に在学中の才色兼備女優として幅広い活動をしていたが、2010年頃に芸能界を引退している。金融機関に就職し2016年、一般男性と結婚。

## 出演

### 雑誌
- ピチレモン（学研、2000年10月号 - 2007年3月号）専属モデル

### スチル
- ペロティーンズ ポップ（2002年7月 - 2003年3月、江崎グリコ）
- スチームボーイ ポップ（2002年7月、ユージン）

### 映画
- ドッジGO!GO!（2002年、アミューズピクチャーズ（現：ショウゲート） - さやか 役
- ピチモでドラマ－私がモデルになれた理由（2005年、東映ビデオ） - 広重美穂 役

### 舞台
- ココ・スマイル4 〜金星のステージ〜 アスミ役（2005年8月、ジョーズカンパニー）

### テレビドラマ
- 炎神戦隊ゴーオンジャー（2008年、テレビ朝日）